# Adrián Capelli
Adrián Capelli (Buenos Aires, 5 luglio 1969) è un allenatore di pallacanestro argentino.

## Carriera
Ha guidato l'Uruguay ai Campionati americani del 2015.

## Palmarès
- Campionato uruguaiano: 1

Aguada: 2019-20